# Neckera valentiniana
Neckera valentiniana är en bladmossart som beskrevs av Bescherelle 1880. Neckera valentiniana ingår i släktet fjädermossor, och familjen Neckeraceae. Inga underarter finns listade i Catalogue of Life.